# Abtei Niederaltaich

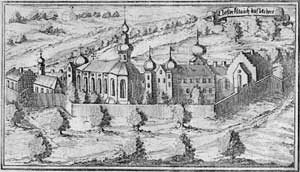
Stich des Klosters aus dem Churbaierischen Atlas des Anton Wilhelm Ertl, 1687

Die Abtei Niederaltaich (bis zum 12. Jahrhundert: Altach; lat. Abbatia Altahae inferiori oder Aldaechium) ist ein Benediktinerkloster in der Gemeinde Niederalteich an der Donau in Niederbayern im Bistum Passau. Das dem heiligen Mauritius und seinen Gefährten geweihte Kloster wurde wohl 744-747 von Herzog Odilo von Bayern gegründet. Die Abtei gehört der Bayerischen Benediktinerkongregation an.

## Geschichte

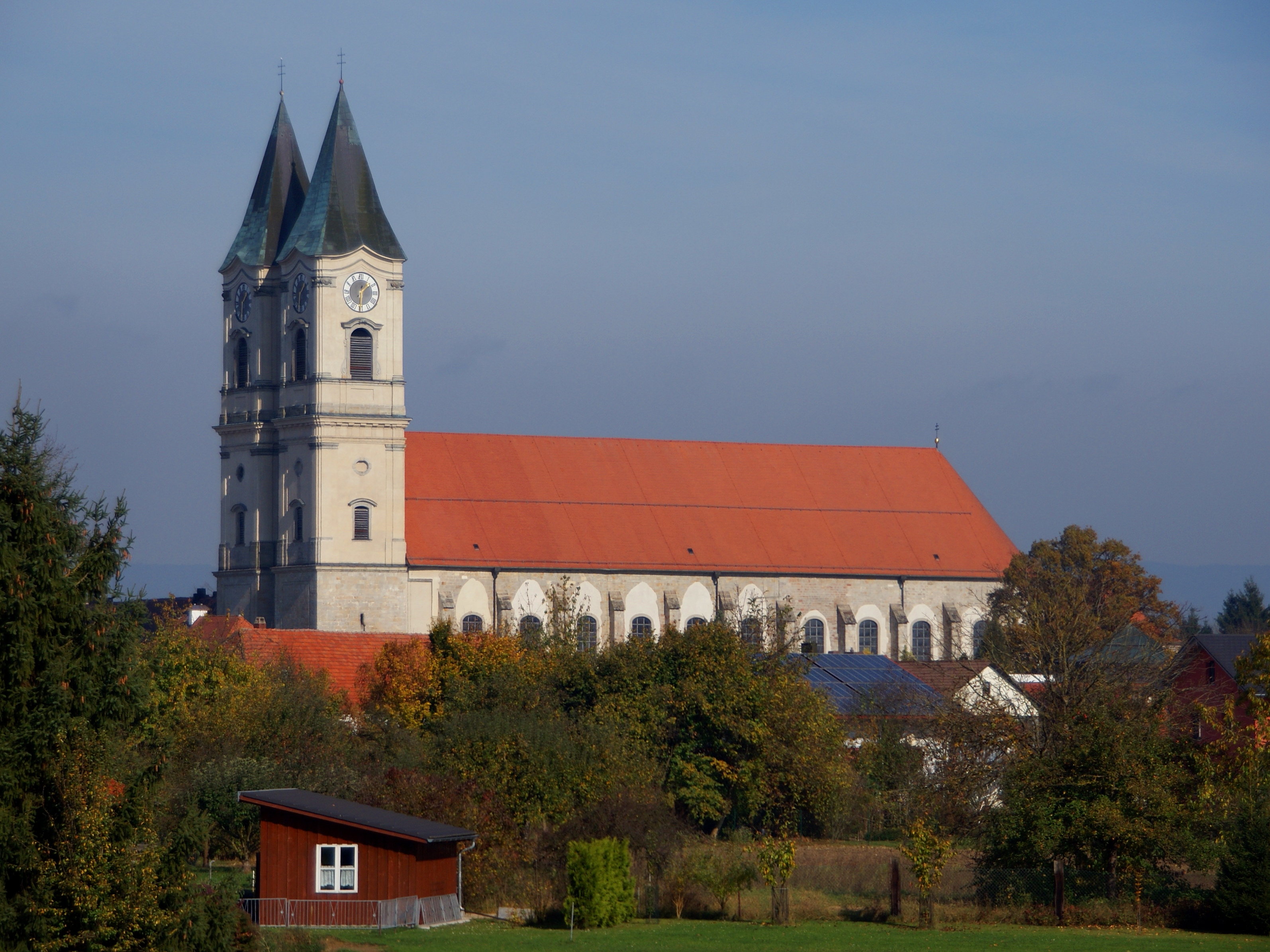
Blick auf die Abtei- und Pfarrkirche

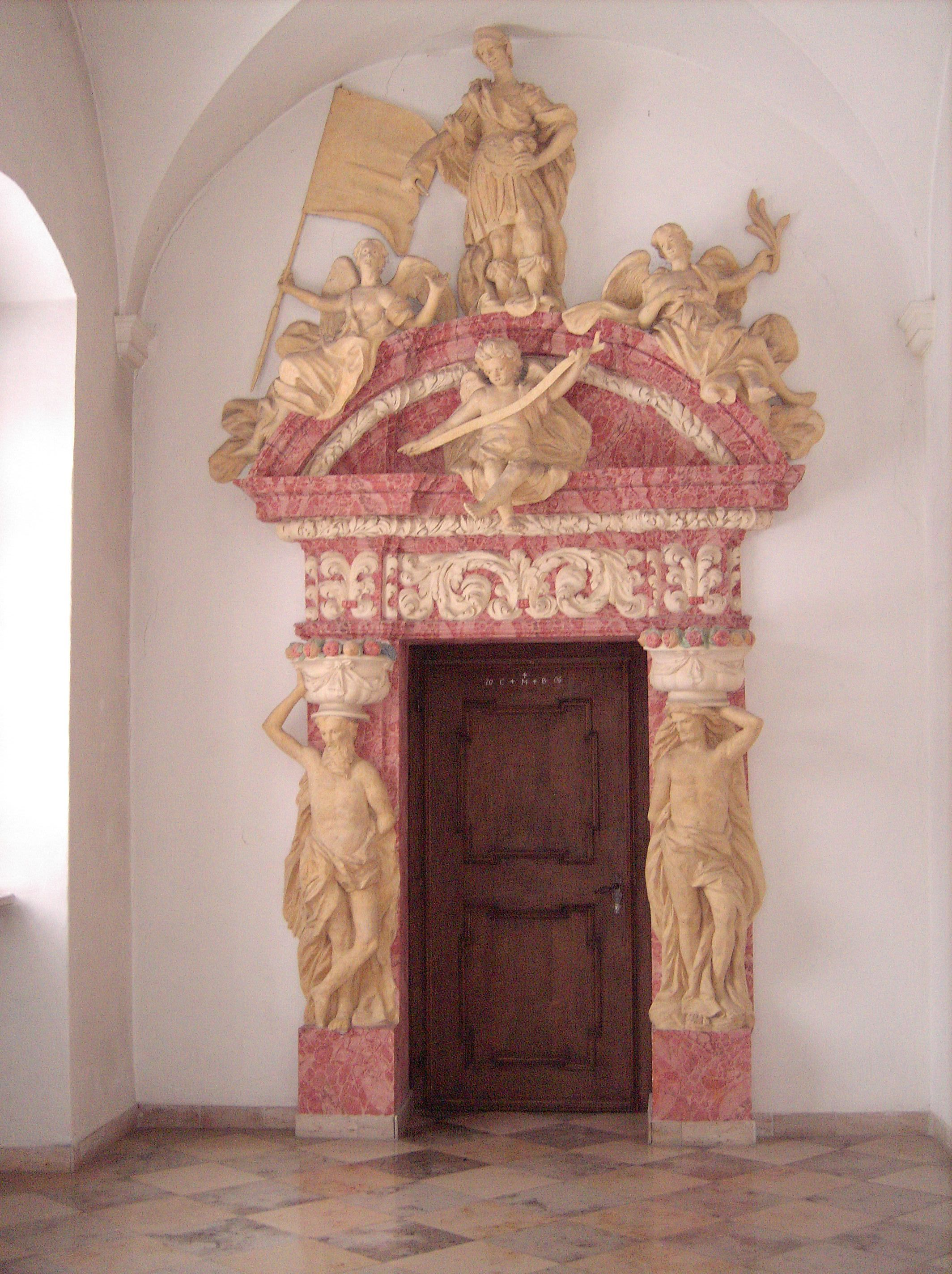
Portal

Das Kloster geht auf eine Schenkung von Herzog Odilo und seinen Gefährten (socii) an das Gotteshaus des heiligen Mauritius und damit an das Kloster „Altaha“ zurück. Noch in der Gründungszeit habe Odilo einen idealen Gründungskonvent aus zwölf Mönchen aus der Alamannia (möglicherweise Ettenheimmünster, jedenfalls aus der Region Ortenau) mit Erlaubnis von Pippin und mit Unterstützung des Straßburger Bischofs Heddo, der zuvor Abt auf der Reichenau war, eingesetzt.
In der neueren Forschung wird die Gründung Niederaltaichs auf 744/7 datiert, wohingegen ältere Datierungen von einer Gründung 741 (nach den Breviarius Urolfi) bzw. 731 (nach Hermann von Reichenau) ausgehen. Erst mit Hermann von Reichenau kommt die Verbindung zum Heiligen Pirmin als Gründer der Abtei und einer Besiedelungsgeschichte mit Mönchen aus der Abtei Reichenau im Bodensee auf.
Der erste Abt Eberswind gilt als der Redaktor des ersten bairischen Stammesrechts, der Lex Baiuvariorum. 788 erlangte Kloster Altaich erstmals den Status eines Reichsklosters. Noch in seiner Amtszeit wächst der Konvent bereits auf 68 Mitglieder an.
Das Kloster kultivierte große Teile Niederbayerns bis in das Gebiet der heutigen Tschechischen Republik und gründete 120 Siedlungen im Bayerischen Wald. Unter Karl dem Großen und Ludwig dem Deutschen erweiterte sich der Abteibesitz bis in die Wachau im bairischen Ostland. Unter letztgenanntem war Abt Gozbald (825–855) Erzkanzler. Ihm folgte vermutlich Otgar, der spätere Bischof von Eichstätt. 848 erhielt das Kloster das Recht der freien Abtswahl, 857 dann die Reichsunmittelbarkeit. Die Reichsunmittelbarkeit verlor das Kloster durch die Lehensvergabe durch Kaiser Friedrich Barbarossa an das Bamberger Bistum 1152 wieder und wurde bischöfliches Eigenkloster. Bis zur Säkularisation war Niederaltaich eine geschlossene Hofmark.
Das Jahrhundert der Ungarnstürme brachte Niedergang und die Umwandlung des Mönchsklosters in ein weltliches Chorherrenstift. Dieses Stift bestand von 950 bis 990, wonach die Benediktinermönche zurückkehrten.
Unter Abt Gotthard (Godehard) (996–1022) setzte eine neue Blütezeit des Klosters ein. Dieser heilige Abt, der im Zusammenwirken mit Herzog Heinrich IV. von Bayern, dem späteren Kaiser Heinrich II., und Bischof Wolfgang von Regensburg Träger der Klosterreform seiner Zeit war, ist wohl der bekannteste Abt der Abtei. Er wurde später Bischof von Hildesheim und ist dort begraben. Ab 1238 bis 1803 war die Pfarrkirche Spitz in der niederösterreichischen Wachau dem Kloster inkorporiert. Das Kloster wurde unter Gotthards Leitung von der Gorzer Reform erfasst und Ausgangspunkt der Besiedelung oder Neubelebung anderer Klöster.
1242 übernahmen die Wittelsbacher als Erben der Grafen von Bogen die Vogtei über die Abtei Niederalteich. Wichtige Äbte ab dieser Zeit waren Hermann (1242–1273), der Verfasser der „Annales Hermanni“ sowie die Reformäbte Kilian Weybeck (1503–1534) und Paulus Gmainer (1550–1585). Vitus Bacheneder, Abt von 1651 bis 1666, schuf nach dem Dreißigjährigen Krieg die Grundlagen für die wirtschaftliche Blüte des Klosters in der Barockzeit. 1671 brannte das ganze Gebäude bis auf die Umfassungsmauern nieder. Nur langsam ging der Wiederaufbau voran. 1698 errichtete Carlo Antonio Carlone den Turm. Unter Abt Joscio Hamberger (1700–1739) erfolgte die Gestaltung des Barockklosters und der jetzigen Kirche sowie die Einrichtung einer Schule. Von 1718 bis 1724 leitete Jakob Pawanger den Umbau der gotischen Abteikirche. 1724 wurde Pawanger von Johann Michael Fischer abgelöst, der bis 1727 den Umbau des Chores vollendete. Der Nordturm wurde erst 1730 bis 1735 in Angleichung an den bereits vorhandenen Turm errichtet.
Niederaltaich war bis Anfang des 19. Jahrhunderts mit drei Propsteien und 28 inkorporierten Pfarreien eines der bedeutendsten und mächtigsten Klöster im süddeutschen Raum. Drei Erzbischöfe und acht Bischöfe sind aus der Abtei hervorgegangen, 51 Mönche wurden als Äbte in andere Klöster beordert, neben dem erwähnten Hl. Gotthard war auch der Hl. Gunther Niederaltaicher Mönch.
Mit der Säkularisation durch den Reichsdeputationshauptschluss wurde das Kloster am 21. März 1803 aufgehoben. Der durch einen Blitzschlag hervorgerufene Kirchenbrand 1813 bedeutete den Beginn des Abbruchs großer Teile der Barockanlage. Die zerstörten Turmhauben wurden durch Zeltdächer ersetzt. Die Klostergebäude wurden an Privatleute veräußert. Die Seitenkapellen der Klosterkirche, der gotische Kreuzgang und die anschließenden Klostertrakte sowie die damalige Pfarrkirche wurden abgerissen, und die Klosterkirche wurde zur Pfarrkirche umgewidmet. 1918 wurde Niederaltaich mit Hilfe eines Vermächtnisses des Niederalteicher Religionsprofessors Franz Xaver Knabenbauer von Kloster Metten aus mit zwei Mönchen und einem Laienbruder neu besiedelt. 1925 wurde eine kleine Lateinschule mit Seminar eröffnet. 1927 brachte eine erhebliche personelle Vergrößerung mit der Transferierung der Klostergemeinschaft der Kinderfreund-Benediktiner von Burg Martinsbühel/Tirol einschließlich deren Bibliothek nach Niederaltaich. Am 29. Juni 1932 erhob Papst Pius XI. die Pfarrkirche mit dem Apostolischen Schreiben Passaviensis dioecesis zur Basilica minor. 1949 wurde das Kloster unter Abt Emmanuel Maria Heufelder wieder eine selbstständige Abtei.
Die verbliebenen Teile der barocken Klosteranlage wurden 1953/1954 durch einen Neubau wieder verbunden und sukzessive renoviert. 1959 gründete man die Katholische Landvolkshochschule. 1971 bis 1973 wurde das seit 1946 wieder bestehende St.-Gotthard-Gymnasium um einen Neubau erweitert, dessen Internat aber 1994 geschlossen. 1999 bis 2001 wurde in den Internatsräumen das Tagungs- und Gästehaus St. Pirmin neu ausgebaut. Von 2006 bis 2007 wurde der Neubau des Gymnasiums saniert. In der Folgezeit baut man das St.-Gotthard-Gymnasium zu einer Ganztagsschule aus.
Derzeit leben und wirken ca. 30 Benediktinermönche in der Abtei Niederaltaich. Seit 2001 leitet Abt Marianus Bieber die Geschicke des Klosters. In der Abtei lebte auch Altabt Emmanuel Jungclaussen (1927–2018), der durch viele Veröffentlichungen und verschiedene Meditationskurse bekannt wurde.

## Äbte
Äbte in der jüngeren Geschichte des Klosters
- Gislar Stieber, 1930–1937 (1934)
- Corbinian Hofmeister von Metten als Abt-Administrator, 1934–1949
- Emmanuel Maria Heufelder aus Schäftlarn, 1934–1949 Prior, 1949–1968 Abt
- Ansgar Ahlbrecht, 1968–1969
- Placidus II. Stieß, 1970–1989
- Emmanuel Jungclaussen, 1989–2001
- Marianus Bieber, seit 2001

## Die ehemalige Kloster- und jetzige Pfarrkirche

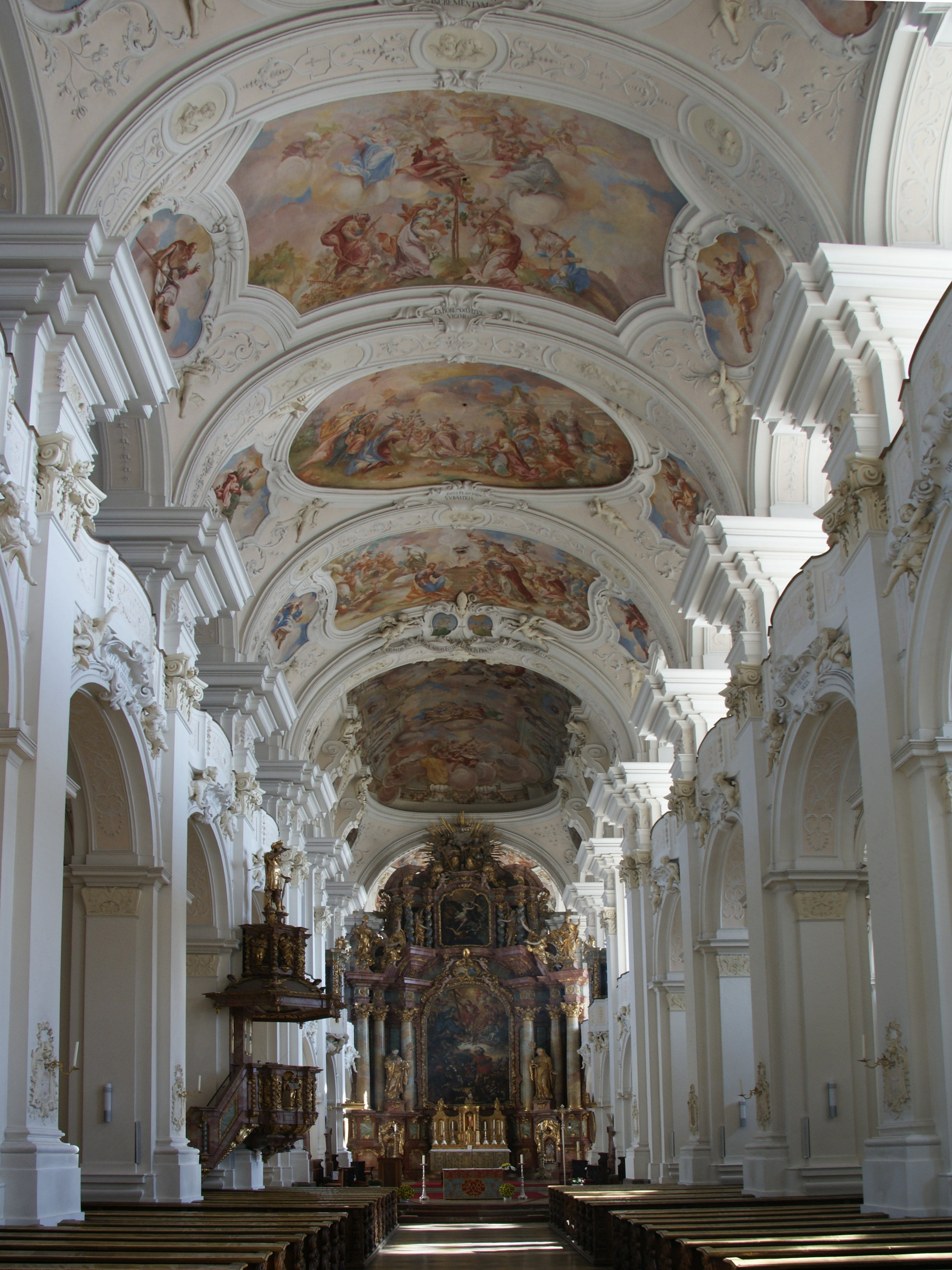
Blick durch das Hauptschiff zur Altarseite

Der Innenraum ist vollkommen barockisiert und erinnert nicht mehr an die ursprüngliche gotische Hallenkirche. Neun Joche leiten zum Hochaltar. Den Stuck schufen Johann Baptist d’Aglio und Sebastian d’Aglio unter Mitwirkung von Franz Josef Holzinger. Der ausgedehnte Freskenzyklus entstand 1719 bis 1732 durch den Maler Wolfgang Andreas Heindl. Der Hochaltar wurde bereits 1703 von Jakob Schöpf geschaffen. Er steht zwischen Chor und Langhaus. Das Altarblatt von Franz Josef Geiger aus dem Jahr 1675 zeigt die Marter des hl. Mauritius.

## Ökumene

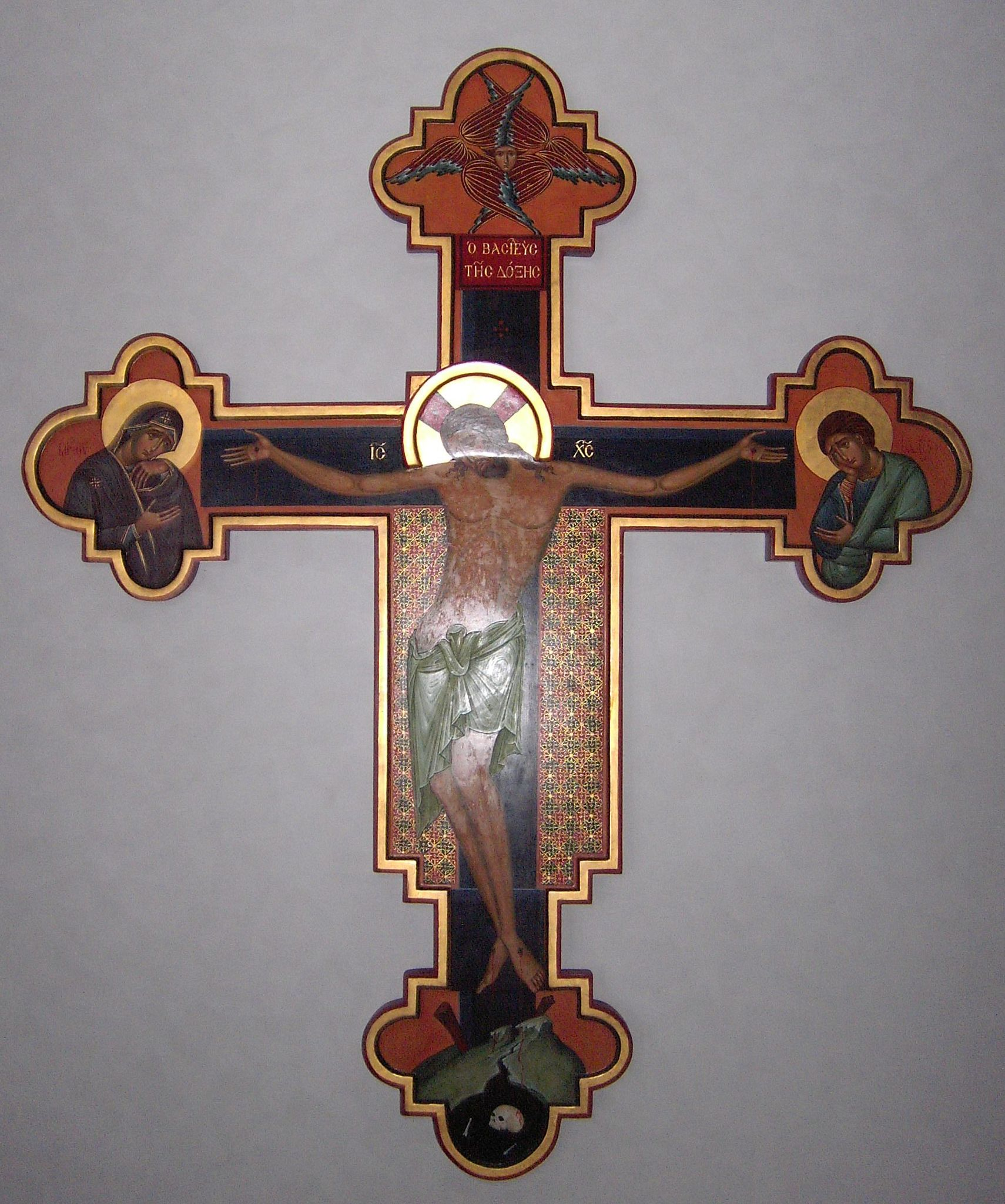
Altarkreuz
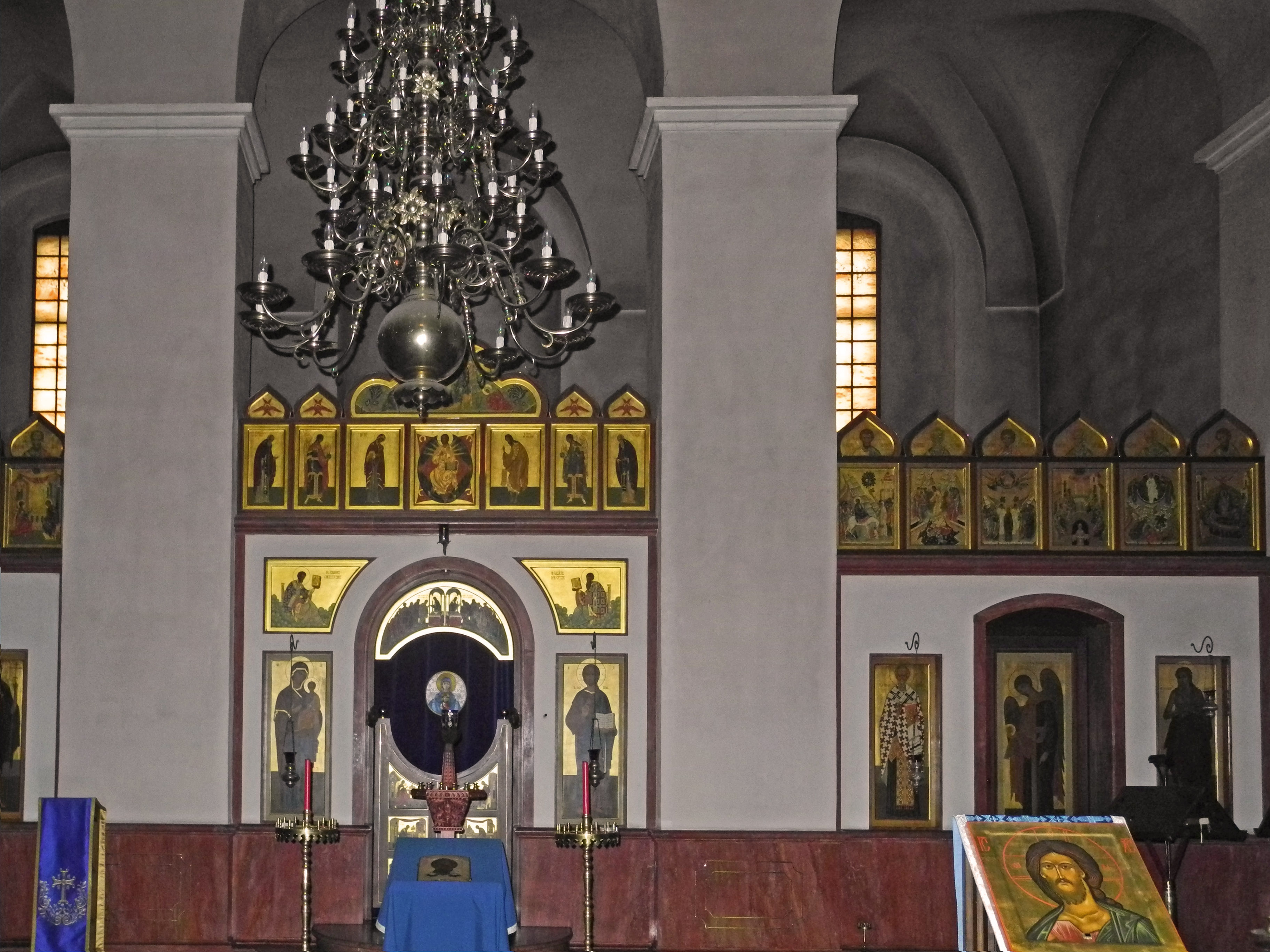
Kirche St. Nikolaus
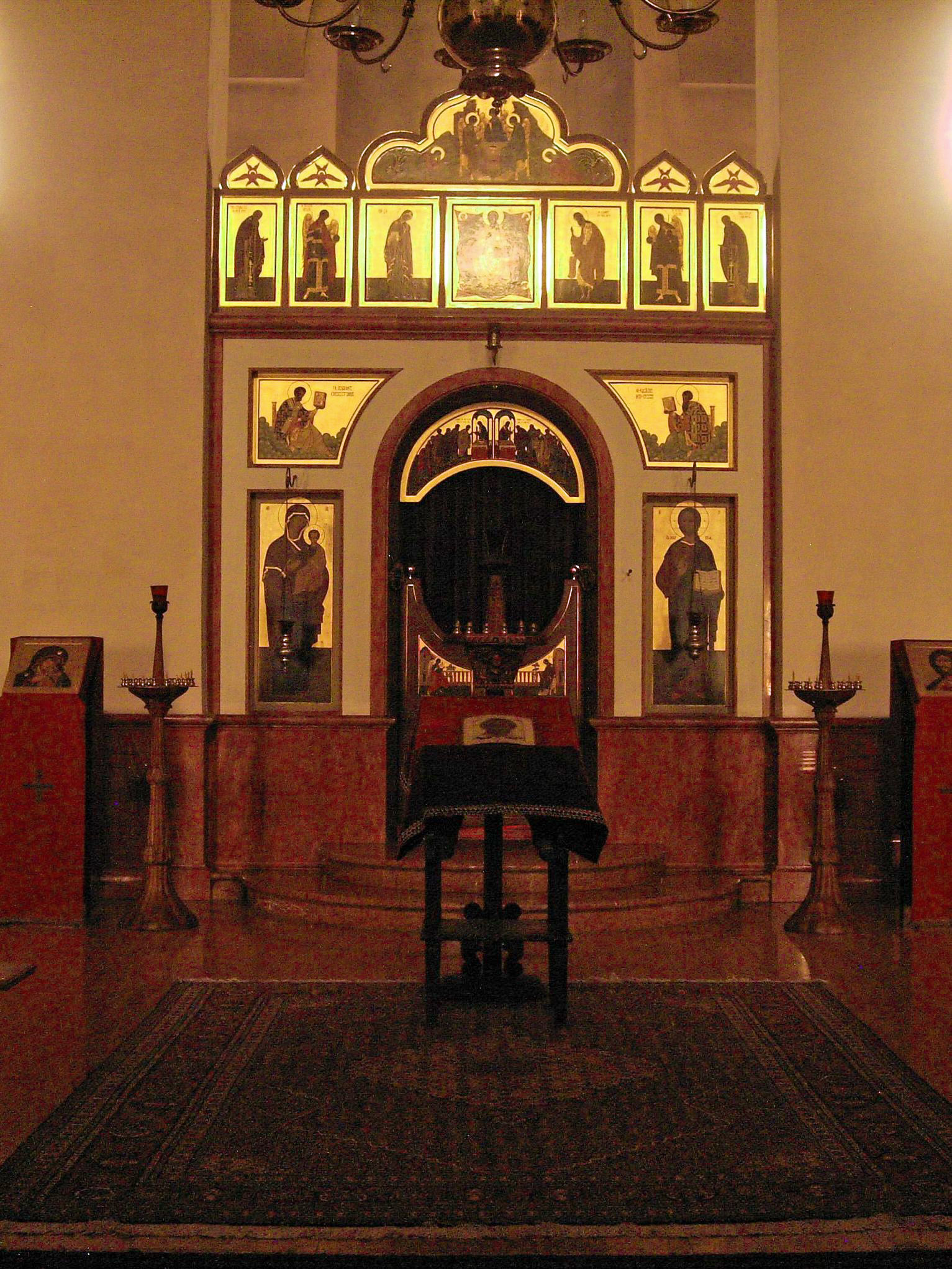
Kirche St. Nikolaus
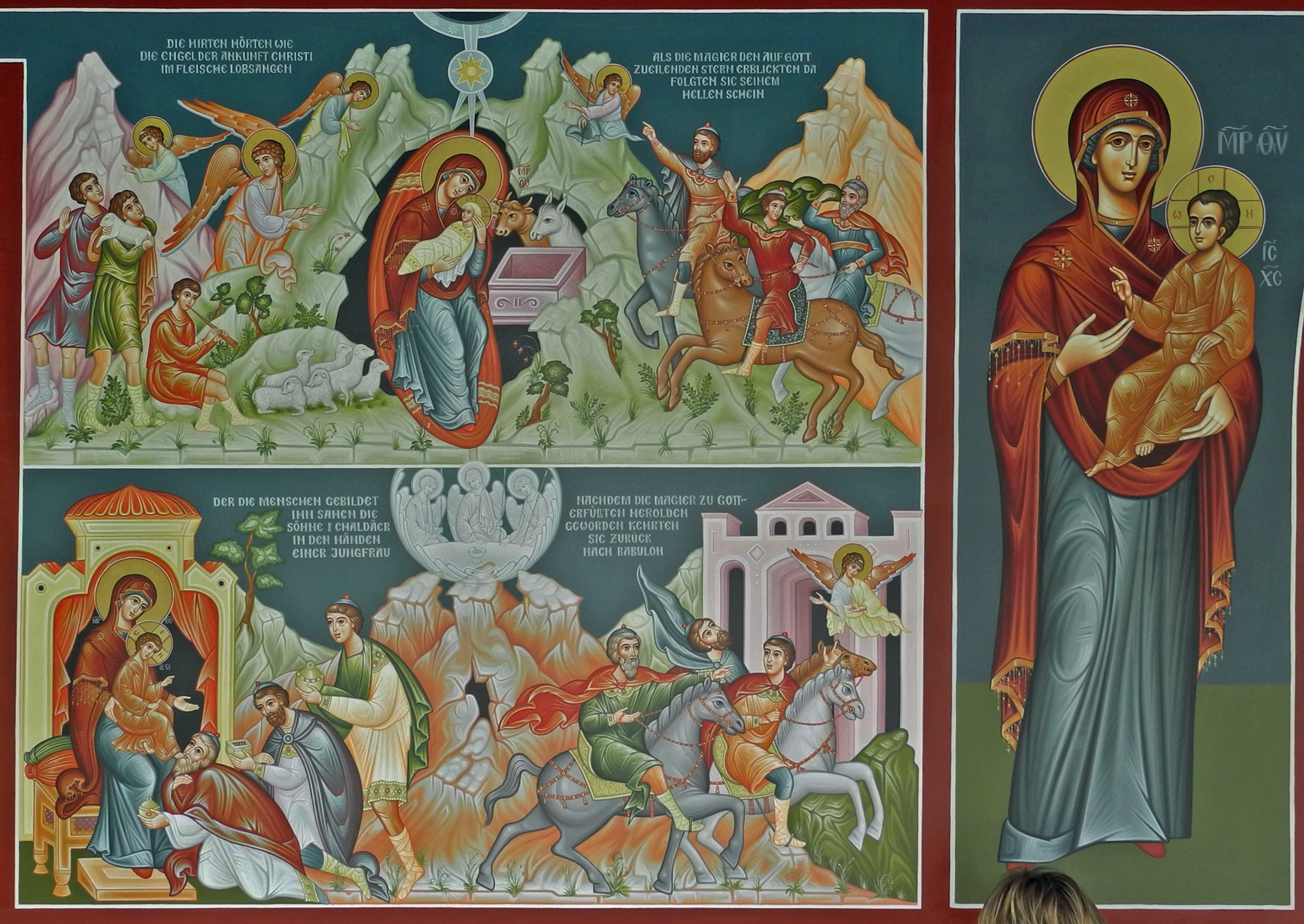
Ikonenwand an der Nikolauskirche
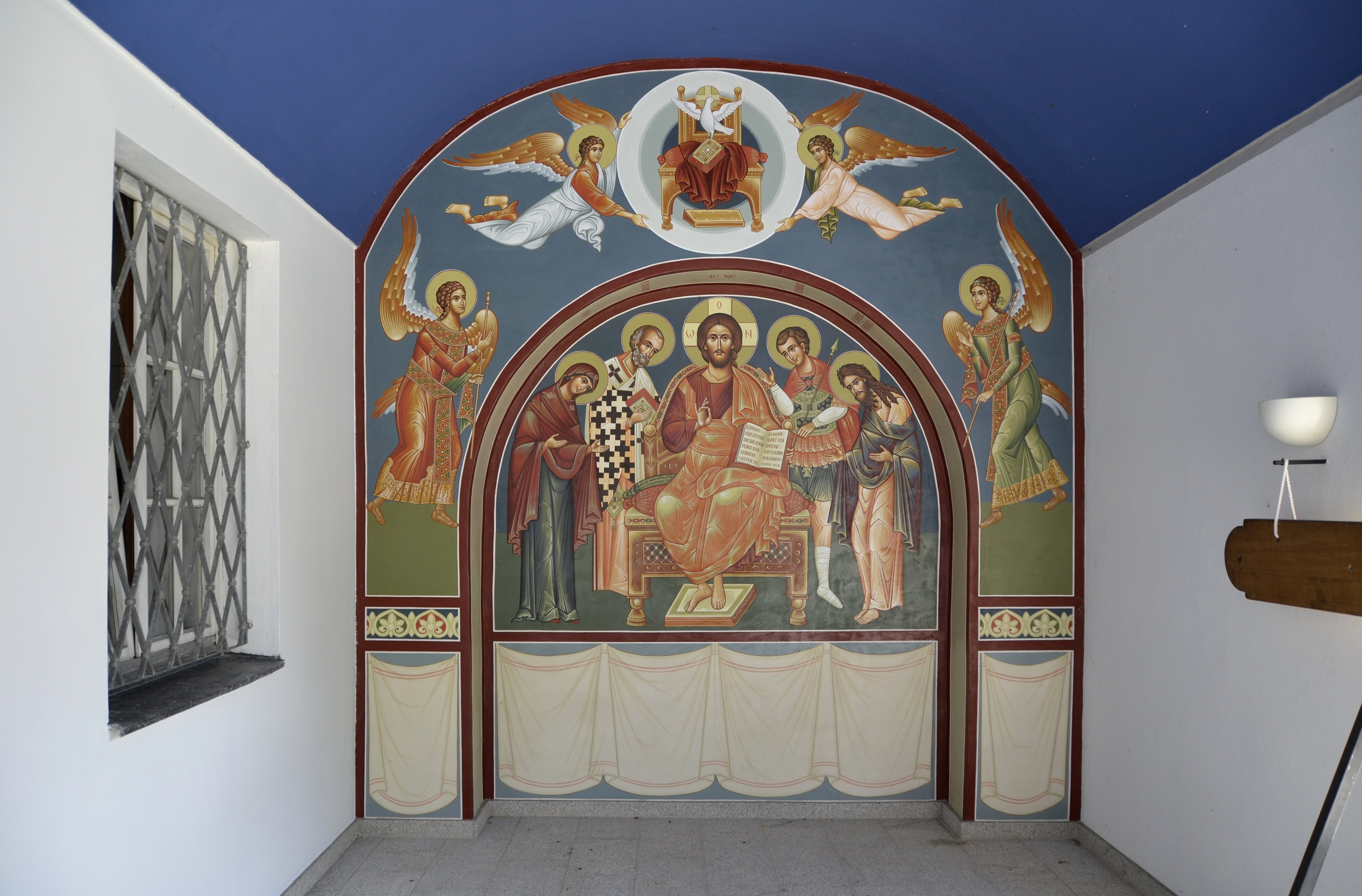
Ikonenwand an der Nikolauskirche
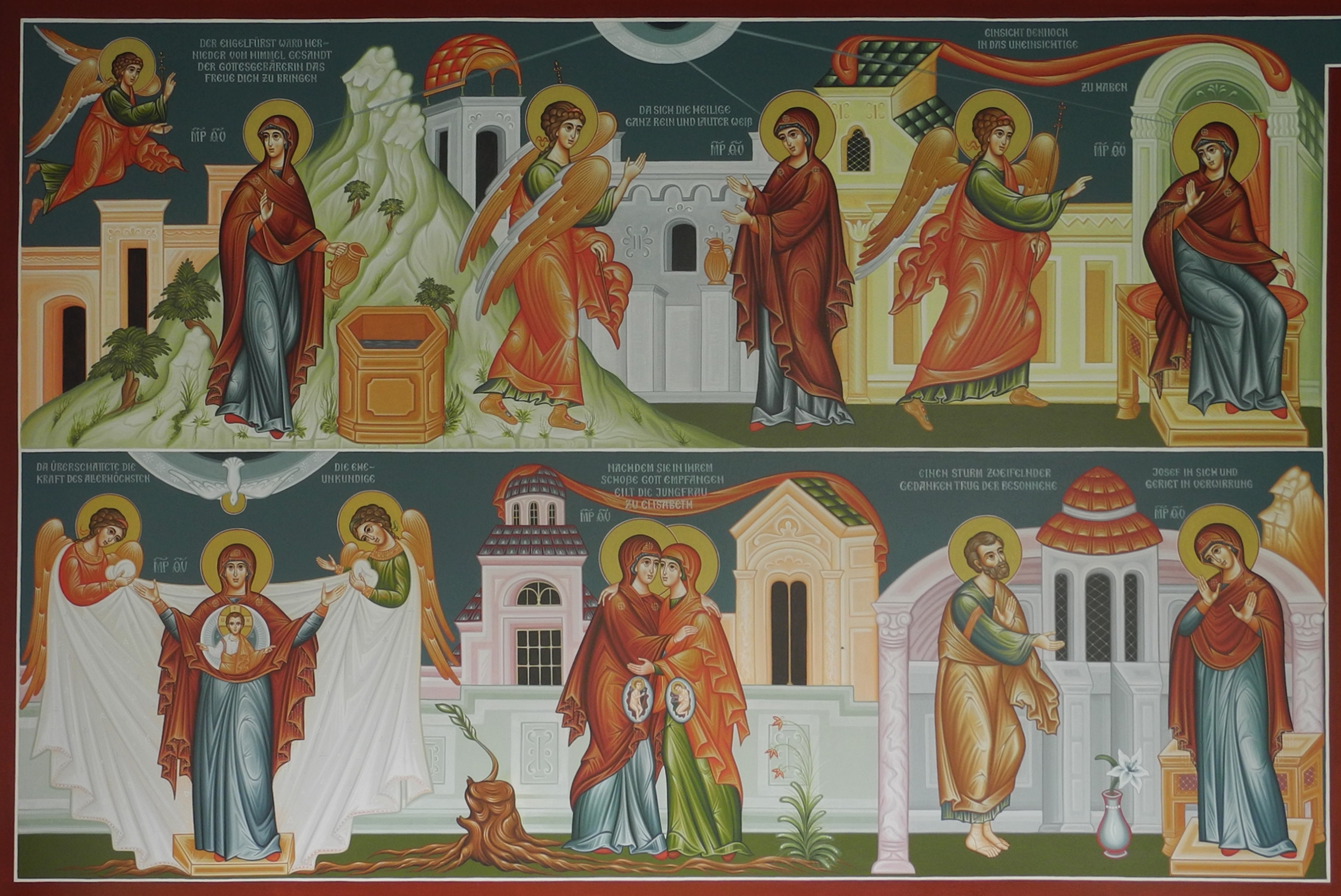
Ikonenwand an der Nikolauskirche

Niederaltaich ist aus der ökumenischen Zielsetzung des Klosters heraus ein Kloster mit zwei kirchlichen Traditionen („Riten“). Ein Teil der Mönche betet und lebt nach dem römischen, ein Teil nach dem byzantinischen Ritus.
Durch Papst Pius XI. wurde den Benediktinern 1924 die Aufgabe gestellt, Theologie und Frömmigkeit des christlichen Ostens im Abendland bekannt zu machen.
Die „Göttliche Liturgie“ (Eucharistie) und das Stundengebet werden von den Mönchen in deutscher Sprache gefeiert. Dazu wurden die liturgischen Texte aus dem Kirchenslawischen bzw. dem Griechischen übersetzt.
1986 wurde für die Feier des byzantinischen Ritus im Trakt der ehemaligen Klosterbrauerei eine Kirche und eine Kapelle eingerichtet, die beide dem heiligen Bischof Nikolaus von Myra geweiht sind. Der Altarraum ist vom Kirchenschiff jeweils durch eine Ikonostase getrennt. Auch die weitere Ausgestaltung der Kirche und der Kapelle mit Ikonen erinnert an die Kirchen Russlands und Griechenlands.

## Heutige Abteibetriebe
- Klostergärtnerei
- Klosterladen
- Klosterschreinerei
- Landwirtschaft
- Likörkeller
- Maler
- Schlosser

## Sonnenuhr im Kloster-Innenhof

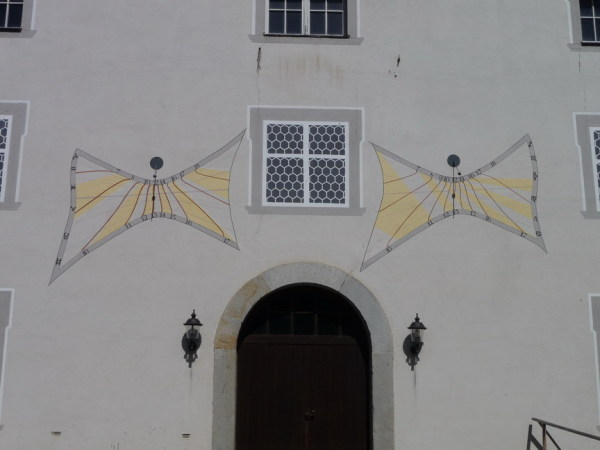
Die zweiteilige Sonnenuhr

Die zweiteilige Sonnenuhr des Klosters wurde von Frater Gregor Baumhof entworfen und gemeinsam mit Georg Rick ausgeführt, der die Uhr auf dem Computer vorberechnet hat. Eine Besonderheit sind die gekrümmten Stundenlinien statt der üblichen geraden Stundenstrahlen.

## Knabenchor „Pueri Cantores Altahensis“
Der Knabenchor der Abtei Niederaltaich wurde im Jahr 2001 durch P. Romanos Werner OSB gegründet. Dieser Chor, der sich aus ehemaligen und aktuellen Schülern des St.-Gotthard-Gymnasiums zusammensetzt, versteht sich als Bindeglied zwischen Abtei und Schule. Der Knabenchor der Benediktinerabtei Niederaltaich, die Pueri Cantores Altahensis, bildet den offiziellen Chor der Benediktinerabtei Niederaltaich. Er steht in der Tradition der ehemaligen Chorknaben, die bis in das Mittelalter zurückreichen. Gerade bei den Benediktinern ist das Gotteslob das Zentrum des alltäglichen Lebens. Schon in früheren Jahrhunderten waren daher die Knabenchöre dazu bestimmt, die Gottesdienste in der Abtei feierlich zu gestalten. Seit 2001 bilden die Pueri Cantores eben wieder ein Bindeglied zwischen dem Gymnasium und der Abtei Niederaltaich. So werden neben liturgischen Diensten (Gründonnerstagsamt, Benediktstag etc.) auch große Konzertprojekte (Oratorien, acapella Konzerte) und Konzertreisen veranstaltet. Besonders talentierten Jungen des musischen Gymnasiums wird durch individuelle Stimmbildung und chorisches Singen die Möglichkeit gegeben, ihren musischen Horizont über die Schulbildung hinaus zu erweitern und soziales Verhalten innerhalb einer Gemeinschaft zu erwerben. Das Prinzip der klassischen Singweise, wie sie auch beim Chor bis weit in die Neuzeit gepflegt wurde, liegt nämlich den Pueri Cantores zugrunde: Die Knabensopräne erhalten ein besonderes Stimmtraining, während alle übrigen Stimmen, also Alt, Tenor und Bass von erfahrenen Sängern bestritten werden. Im Niederaltaicher Fall handelt es sich hierbei um Schüler und Ehemalige des Gymnasiums der Benediktinerabtei Niederaltaich. Die musikalische Leitung obliegt seit 2016 dem Dirigenten Sebastian Ferenz; das Chormanagement bestreitet Mathias Großschädl.